# إدجار لي ماسترز
إدجار لي ماسترز (بالإنجليزية: Edgar Lee Masters) (1285-1369هـ/1869-1950م) هو شاعر أمريكي اشتهر بكتابة التراجم. من أشهر كتبه: «الصخرة الجائعة» 1919، و«السجل المساحي» 1920، و«قصائد الشعب» 1936. كتب ترجمة لاذعة عن حياة الرئيس «لنكولن» 1931، كما ترجم لكل من «ويتمان» 1937، و«مارك توين» 1938. ترجم لحياته في كتاب بعنوان «عبر نهر سبون» 1936.

## روابط خارجية
- إدجار لي ماسترز على موقع IMDb (الإنجليزية)
- إدجار لي ماسترز على موقع الموسوعة البريطانية (الإنجليزية)
- إدجار لي ماسترز على موقع ميوزك برينز (الإنجليزية)
- إدجار لي ماسترز على موقع قاعدة بيانات برودواي على الإنترنت (الإنجليزية)
- إدجار لي ماسترز على موقع إن إن دي بي (الإنجليزية)
- إدجار لي ماسترز على موقع ديسكوغز (الإنجليزية)